# Australopithecus africanus
Espèce
Australopithecus africanus est une espèce éteinte du genre Australopithèque, qui vivait en Afrique australe du Pliocène final jusqu'au début du Pléistocène, il y a entre 2,8 et 2,3 millions d’années. Les restes fossiles de cette espèce ont été découverts en Afrique du Sud. Aucune industrie lithique n’a été mise au jour en relation avec les fossiles.

## Historique

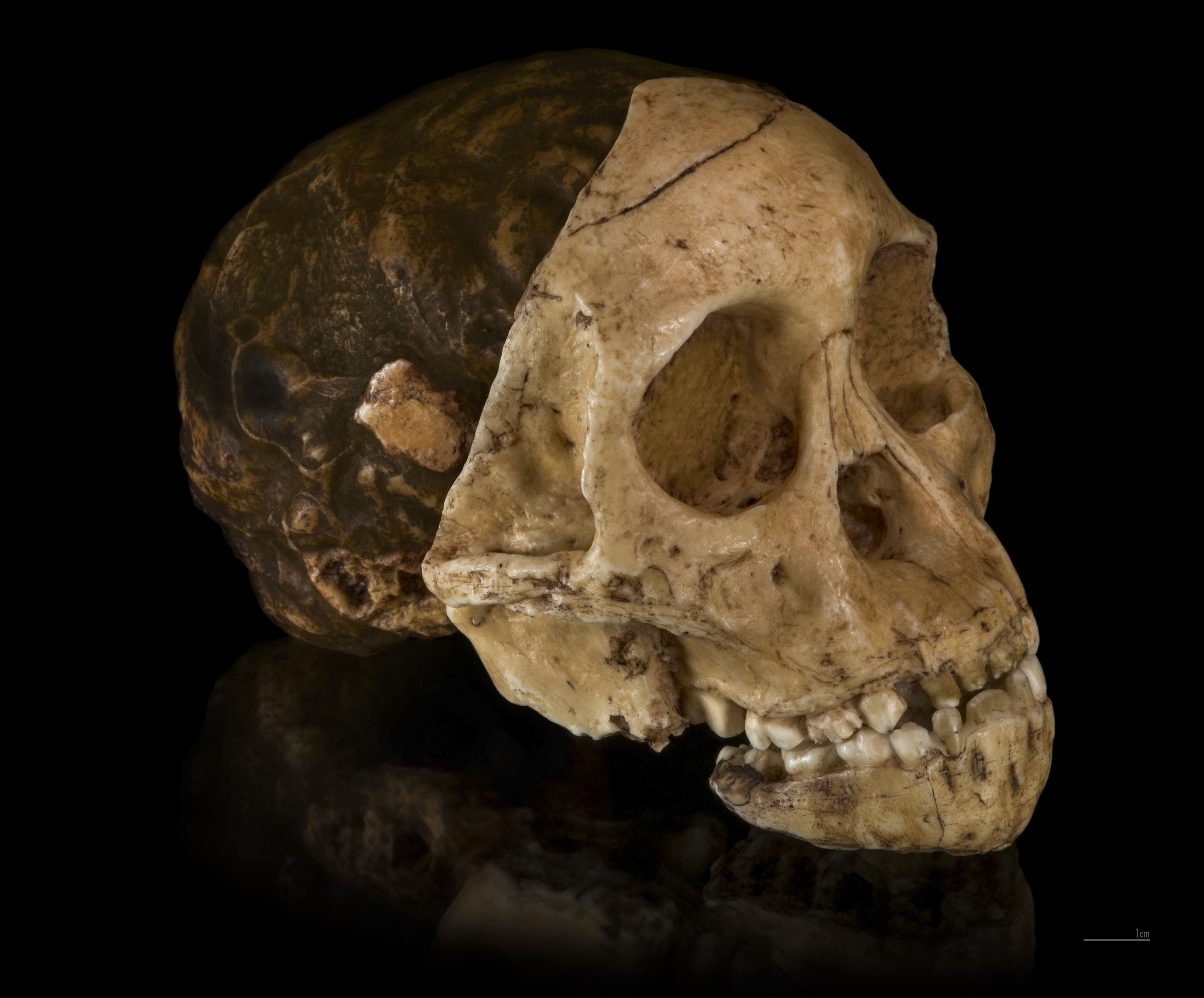
L’enfant de Taung.

Raymond Dart se trouvait à Taung, près de Kimberley, en Afrique du Sud, quand l’un de ses collègues déposa en 1924 quelques fragments d’os et un crâne sur le bureau d’un carrier. Le crâne évoquait une créature étrange associant des traits simiens et humains, tels que la forme des orbites oculaires, les dents et, plus important, la position avancée du foramen magnum (le trou à la base du crâne permettant la communication entre le canal vertébral et la boîte crânienne), indiquant une posture verticale et donc un mode locomoteur bipède.
À partir de ce fossile, Raymond Dart définit en 1925 un nouveau genre et une nouvelle espèce : Australopithecus africanus, le singe sud-africain. Il considérait que ce fossile correspondait à une espèce intermédiaire entre les singes et les humains. Cette idée fut rejetée par la majorité de la communauté scientifique d’alors, qui préférait se focaliser sur l'Homme de Piltdown. L'anthropologue anglais Arthur Keith suggéra notamment que le crâne devait correspondre à un jeune singe, probablement un gorille.
Charles Darwin avait suggéré en 1871 que la lignée humaine était apparue en Afrique à cause de la proche parenté de l'Homme avec les chimpanzés et les gorilles. Cependant, de la fin du XIXe siècle jusqu'à la première moitié du XXe siècle, de nombreux  anthropologues imaginaient plutôt les origines de l’Homme en Asie du Sud-Est, d'abord à cause de la présence des gibbons et des orang-outans, puis à la suite des découvertes de fossiles humains archaïques réalisées en Indonésie et en Chine dans les années 1930. L'origine africaine de la lignée humaine n'est admise que depuis les nombreuses découvertes de fossiles réalisées à partir de 1960 en Afrique de l'Est, à Laetoli, Olduvaï (Tanzanie), autour du lac Turkana (Kenya), ou dans la vallée de l'Awash (Éthiopie).

## Morphologie
Australopithecus africanus est relativement gracile. Il présente un volume crânien un peu plus élevé qu’Australopithecus afarensis (de 450 à 550 cm3). Il conserve des traits archaïques, tels que des phalanges courbes adaptées au grimper. Le pelvis d’A. africanus est légèrement mieux adapté à la bipédie que celui d’A. afarensis.

## Principaux fossiles

### STS 60 et Tm 1511
En 1936, le sud-africain Robert Broom attribua un moulage endocrânien d’une capacité de 485 cm3, découvert à Sterkfontein par G. W. Barlow, à un nouveau taxon : Plesianthropus transvaalensis. Le spécimen se décompose en un moulage endocrânien (Sts 60) indépendant de sa gangue qui contient le maxillaire gauche et une partie du crâne (Tm 1511). Ce  fossile a été réattribué depuis à Australopithecus africanus.

### Mrs. Ples
Le 17 avril 1947, Robert Broom et John T. Robinson découvrirent un crâne appartenant à une femelle d’âge moyen à Sterkfontein (Sts 5). Ce fossile fut également attribué à Plesianthropus transvaalensis et fut surnommé Mrs. Ples par la presse (en fait, il est apparu depuis que le crâne pourrait correspondre à un jeune mâle). Le faible prognathisme de la face de ce fossile et de l’enfant de Taung a été souligné par R. Dart ; ce trait les éloigne des chimpanzés et les rapproche des Homo. Comme le précédent, ce fossile a été réattribué à A. africanus.

### STS 71
Il s'agit d'un hémi-crâne droit qui se distingue par une conformation plus moderne que celle de Mrs. Ples, un relatif orthognatisme (une faible projection du visage vers l'avant), une capacité crânienne de 428 cm3. La taille des canines est un trait de dimorphisme sexuel comme pour les autres espèces d'Australopithecus africanus ; le spécimen est considéré comme un mâle du fait notamment de la grande taille de ses dents.

## Galerie

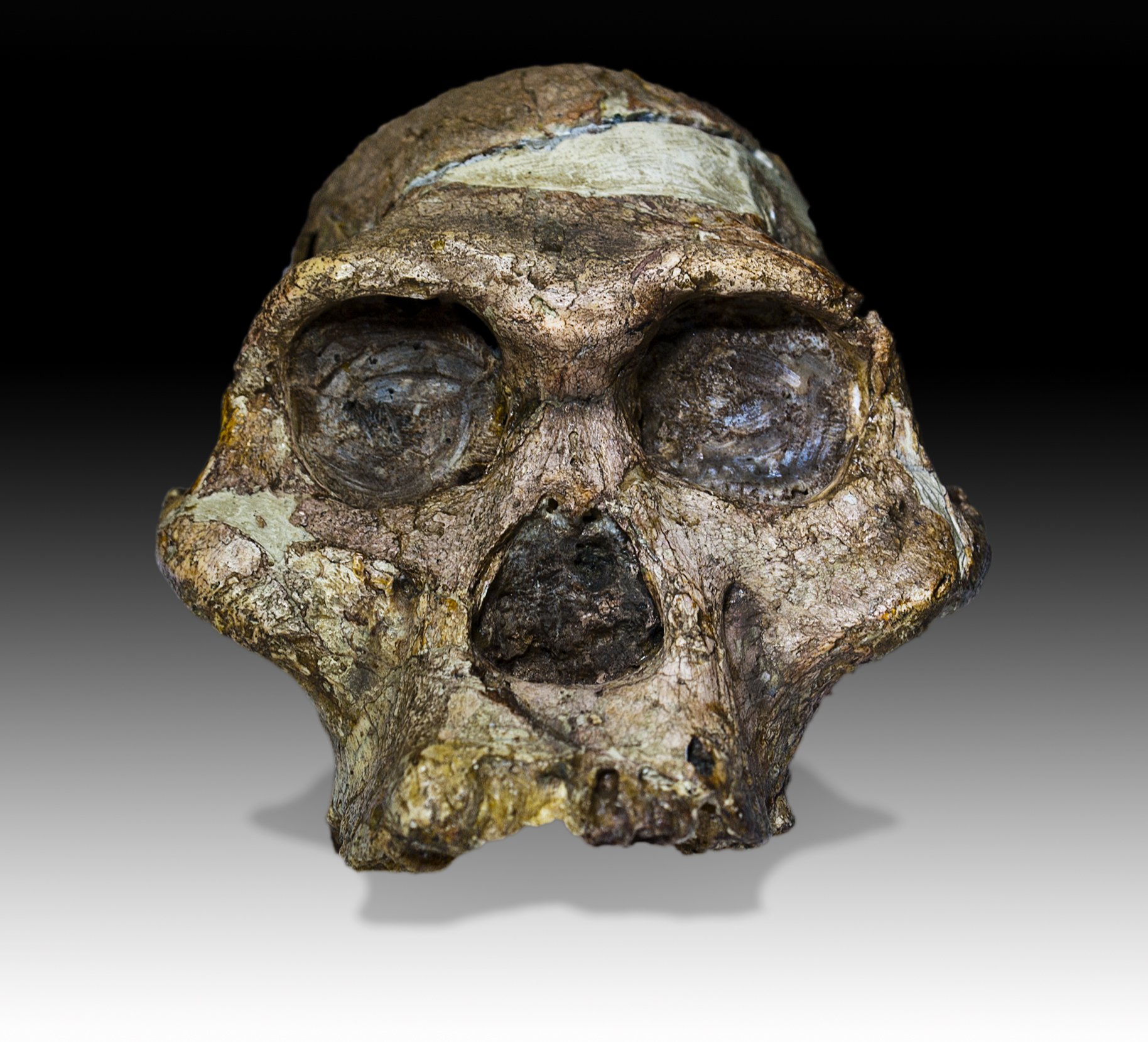
Le crâne de Mrs Ples.
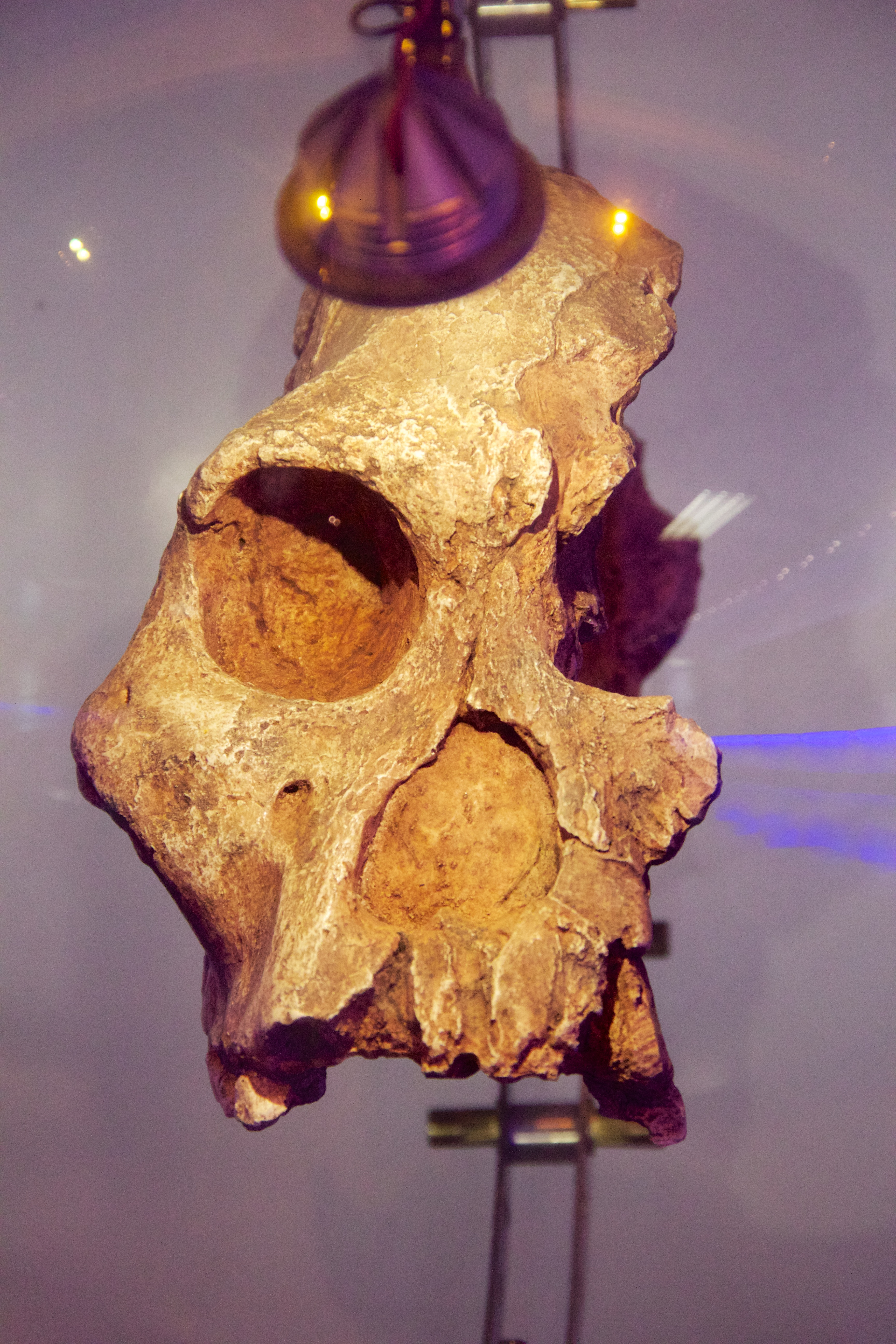
Le crâne STS 71 (crâne).
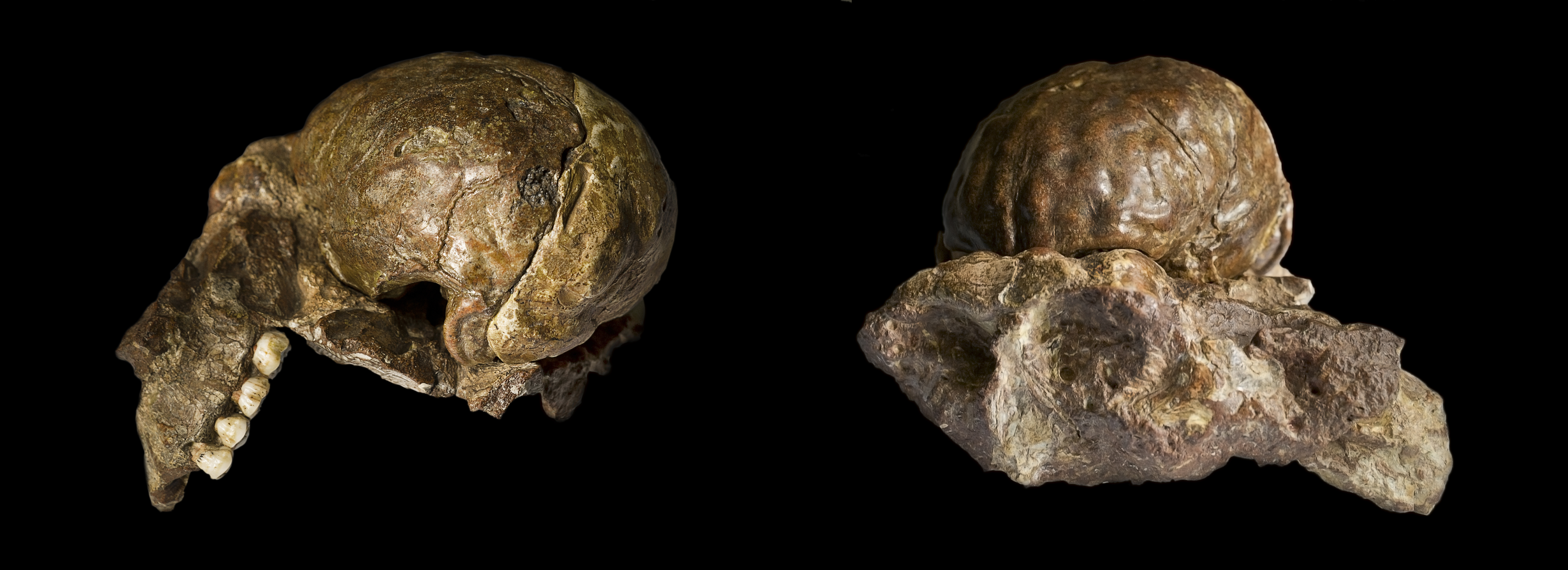
Moulage naturel de l'endocrâne d'un Australopithecus africanus (Sts 60 & Tm 1511).
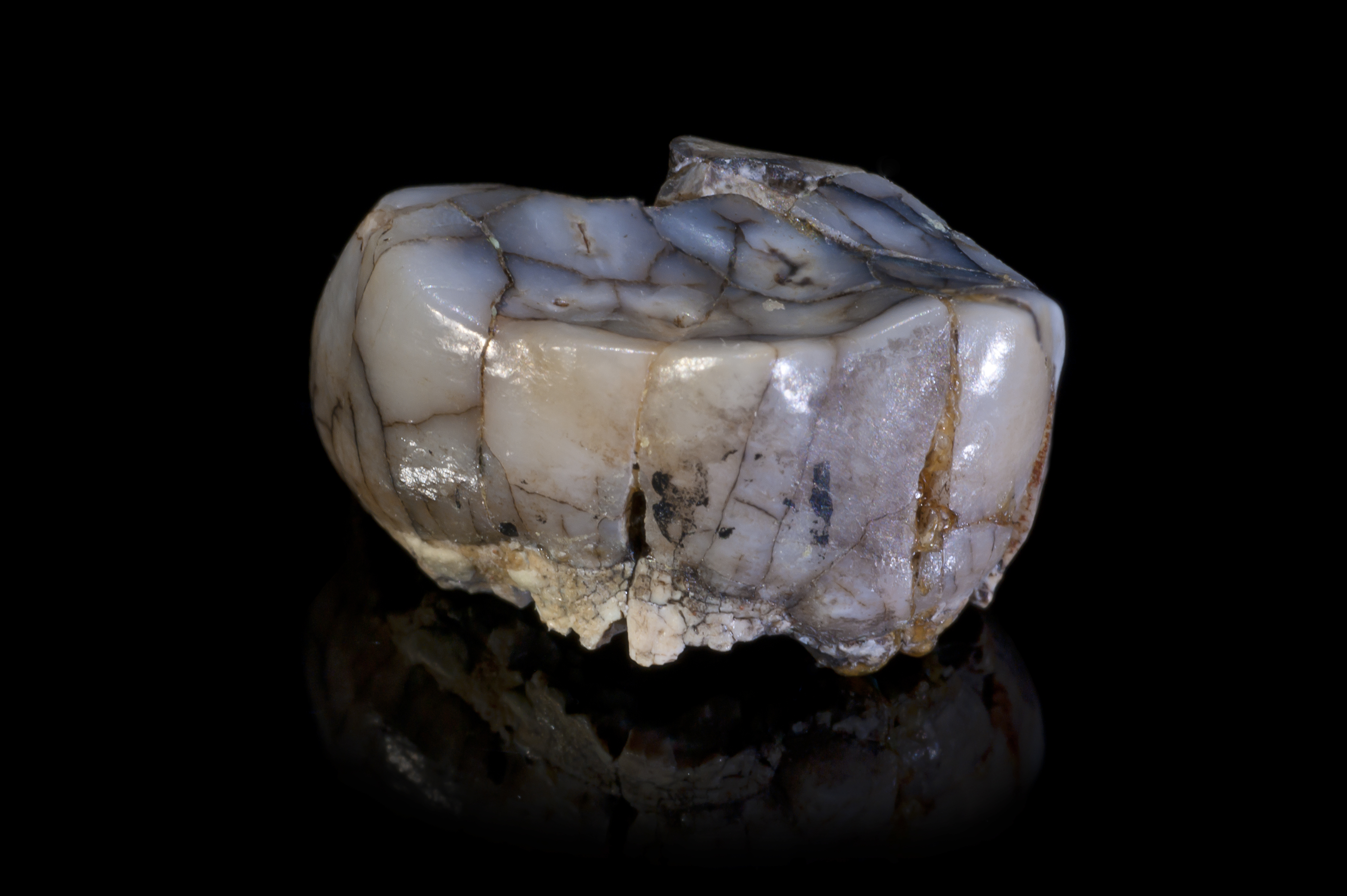
Dent d’Australopithecus africanus Sterkfontein (Afrique du Sud) 2,8 Ma. Musée du Transvaal, Pretoria.